# Tích trữ động vật

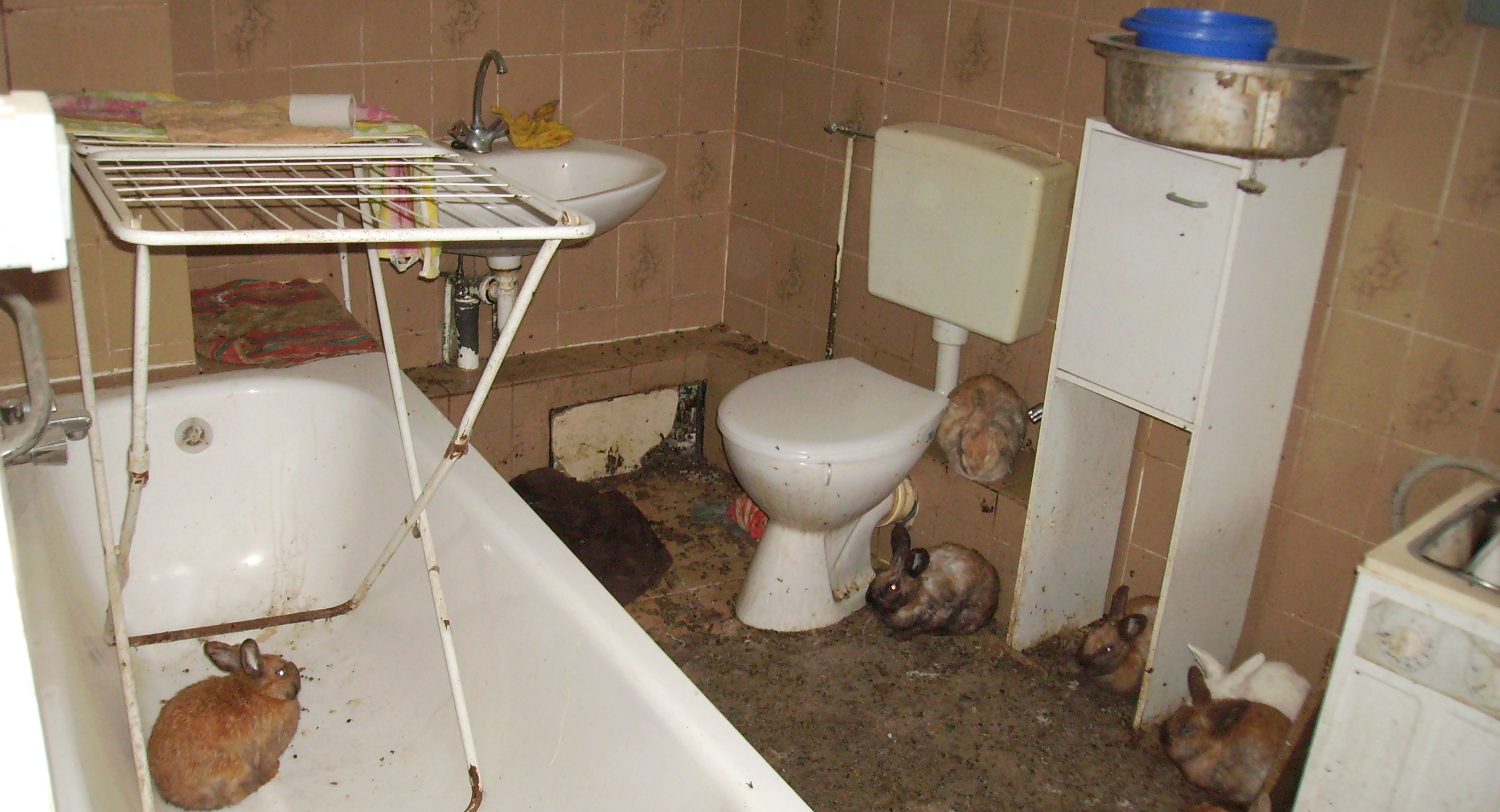
Tàng trữ thỏ

Tích trữ động vật (Animal hoarding) hay ám ảnh sở hữu động vật là việc giữ một số lượng động vật cao hơn bình thường mà không có khả năng đảm bảo chăm sóc cho chúng (đối với các con vật nuôi) hoặc nuôi giữ, giam, nhốt một cách trái phép lén lút che giấu các động vật hoang dã bị nghiêm cấm, phục vụ cho việc buôn bán động vật hoang dã. Việc tàng trữ động vật cần phân biệt với việc nuôi nhốt động vật một cách hợp pháp hoặc việc chăn nuôi đơn thuần.
Ở phương Tây, tích trữ động vật đôi khi được mô tả như một triệu chứng của rối loạn tâm thần chứ không phải là sự tàn ác có chủ ý đối với động vật (ngược đãi động vật), đây được gọi là chứng ám ảnh tích trữ không chỉ giới hạn trong đồ vật, một số người còn hướng mục tiêu của mình đến vật nuôi như chó, mèo, chim, chẳng hạn như cô Barbara Erickson có đến 552 con chó Ở Mỹ còn lập cả một đội chuyên thực hiện việc cứu hộ động vật để giải cứu những con vật nuôi khỏi tình trạng bị giam giữ, tích trữ hay tàng trữ trái quy định.

## Nguy hại
Tích trữ động vật là nguyên nhân của nhiều nguy cơ sức khỏe nghiêm trọng đe dọa những con thú nuôi này, các cá thể sống trong các khu dân cư với các hàng xóm xung quanh sẽ là nguồn lây bệnh cho cộng đồng. Do những tác hại đối với sức khỏe của động vật có liên quan, việc tích trữ động vật được coi là một hình thức tàn ác đối với động vật. Những người tích trữ thường không quan tâm chăm sóc cần thiết cho vật nuôi của họ, do đó dẫn đến tình trạng bệnh tật và thường là để chúng chết. Các vấn đề liên quan đến sức khỏe của động vật bị nuôi nhốt chính là suy dinh dưỡng, các vấn đề liên quan đến tình trạng quá tải và bỏ bê. Hậu quả của việc tích trữ là lâu dài và tiếp tục ảnh hưởng đến động vật ngay cả khi chúng đã được giải cứu và chăm sóc tốt hơn.
Thiếu thức ăn và nước uống là đặc điểm chung của các những hành vi tích trữ này. Hậu quả trước mắt của việc này là con vật sẽ chết đói, chết khát. Suy dinh dưỡng cũng làm tăng khả năng mắc bệnh và những con vật tích trữ thường ở giai đoạn bệnh nặng. Hơn nữa, khi nguồn cung cấp thức ăn có hạn, những con vật này sẽ có hành vi hung dữ để tranh giành thức ăn sẵn có, giết hại và đôi khi ăn thịt các động vật khác. Tình trạng quá đông đúc, chen chúc cũng dẫn đến các vấn đề sức khỏe cấp tính của động vật. Số lượng động vật được tìm thấy trong các vụ tích trữ từ hàng chục đến vài trăm con, có trường hợp cực đoan lên đến hơn một nghìn con. Ngoài việc thiếu không gian sống, tình trạng quá đông đúc tạo điều kiện cho dịch bệnh lây lan giữa các loài động vật. Hơn nữa, trong trường hợp nhiều loài bị giam giữ trong cùng một không gian sống, các loài động vật có thể gây nguy hiểm cho nhau do sự hung hăng giữa các loài.